# Гривасти павијан
Гривасти павијан (Papio hamadryas) је павијан из породице мајмуна Старог свијета. То је најсјевернија врста од свих врста павијана. Подручје на којем живи се простире од Црвеног мора у Египту до Еритреје, Етиопије и Сомалије. Такође живи на Арабијском полуострву (Саудијска Арабија и Јемен).

## Физичке особине
Мужјаци су високи око 75 cm са репом дужине око 50 cm, и тешки око 20 килограма. Реп им се завршава малом кићанком. Боја лица им је обично црвенкаста као потамнила на сунцу, а старије јединке имају доста тамнију боју лица коју мужјаци често експонирају.
Младунци обично имају крзно тамне боје које посвијетли тек након једне године старости. Женке достижу полну зрелост након четврте године (прецизније након 51 мјесеци) а мужјаци између 51. и 81. мјесеца.
Просјечан животни вијек гривастих павијана у дивљини износи око 35 година.

### Полни диморфизам
Поред очигледне разлике у величини између мужјака и женки, која може бити тако велика да је мужјак дупло већи од женке, али која је заједничка за све врсте павијана, ова врста показује и полни диморфизам у боји. Мужјаци су сребрно-бијеле боје и имају изражену гриву коју добију кад имају око 10 година, а женке су смеђе боје и немају гриву.

## Понашање и размножавање
Гривасти павијани живе у полупустињским областима, саванама и каменитим подручјима. Захтијевају литице стијена на којима спавају и пијаћу воду у близини. Већина „дружења“ обавија се у малим групама од једног мужјака и до десет женки (харемима). Мужјак је и предводник и заштитник овакве групе. У харему обично буде и један млађи мужјак који неће покушати да се пари са женкама док не успије да побиједи вођу харема и уклони га из групе. Два до четири харема се могу ујединити да би образовали клан, а два до четири клана образују дружину од око 60 јединки које обично заједно спавају. Више дружина може образовати крдо, па више крда спава на истој каменој литици.
Друштво гривастих павијана је патријархално, за разлику од осталих врста павијана. Женке обично обављају већи дио посла при старању о младунцима и, као и други павијани, гривасти немају одређене сезоне парења.
Мужјаци одржавају свој харем пријетњама. Било коју женку која покуша да се удаљи из харема мужјак ће ударити или ујести. Мужјаци понекад чак нападају друге хареме да би присвојили женке, што зна произвести жестоке борбе. Када мужјак преузме женку од другог мужјака, она често показује лажне потребе за парење. Ово је вјероватно прилагођење у понашању женки да нови мужјак не би побио младунце претходног мужјака.
Мужјак образује харум обично на тај начин што „усвоји“ још неодрасле женке и учи их да га прате. Након једне до двије године, оне су спремне за парење.
Гривасти павијани су дневне животиње са најдужим активним дијелом дана од свих примата.

## Исхрана
Гривасти павијани су сваштоједи, прилагођени свом прилично сувом природном окружењу. Нису пробирљиви у храни и једу редом на шта наиђу, од траве и коријења до инсеката и малих кичмењака. Ако немају воде и жедни су, гривасти павијани копају по пресушеним потоцима у потрази за водом.

## Митологија
Гривасти павијани су се у египатској митологији обично приказивали као свети чувари бога Теута. Често се и сам Теут приказивао као гривасти павијан (обично носећи Мјесец на глави). Хапи, један од четири сина бога Хоруса који су чували органе преминулих, има главу гривастог павијана која се користила и као мотив на поклопцима посуда са органима мумија. Претпоставља се да су гривасти павијани обожавани због одређених покрета тијела који су се видјели као чинови обожавања Сунца, тако да су били виђени као посредници између богова и људи.

## Статус
Основне пријетње за гривасте павијане су измјене земљишта на којем живе од стране људи и природни непријатељи (леопарди и лавови). У областима у којим живе, гривасти павијани су скоро истријебљени, а на списку Међународног савеза за очување природе (IUCN) су означени као скоро угрожени.